# Steve Grimmett
Steve Grimmett (Swindon; 19 de agosto de 1959-15 de agosto de 2022) fue un vocalista británico de heavy metal , iniciado en la escena británica conocida como la nueva ola del heavy metal británico. Comenzó su carrera en la agrupación Medusa, antes de unirse a Grim Reaper. También estuvo un breve periodo de tiempo en la banda Onslaught, antes de formar Lionsheart, The Steve Grimmett Band y GrimmStine.

## Discografía

### Medusa
- Clash of the Titans (1978)

### Chateaux
- Chained and Desperate (1983)

### Grim Reaper
- See You in Hell (1984)
- Fear No Evil (1985)
- Rock You to Hell (1987)
- Walking In The Shadows (2016)

### Onslaught
- In Search of Sanity (1989)

### The Sanity Days
- Evil Beyond Belief (2015)

### Lionsheart
- Lionsheart (1992)
- Pride In Tact (1994)
- Under Fire (1998)
- Rising Sons - Live in Japan 1993 (2002)
- Abyss (2004)